# Amstrad CPC 664
El Amstrad CPC 664 fue un modelo de ordenador creado y comercializado por la empresa británica Amstrad Consumer Plc en 1985.

## Características técnicas
- CPU: Zilog Z80A a 4 MHz pero dando un rendimiento efectivo de un Z80 a 3,3 MHz
  - Todos los modelos CPC se basaban en un procesador Z80 de Zilog a 4 MHz. Sin embargo, a causa de estar la memoria RAM compartida con el circuito de vídeo, el Z80 sólo puede hacer un acceso a memoria cada cuatro ciclos, lo que produce el efecto de redondear la longitud del ciclo de instrucción al siguiente múltiplo de cuatro. Por ello la velocidad es equivalente a la de un procesador Z80 a 3,3 MHz en lugar de a 4 MHz. Obsérvese que, por esta causa, el rendimiento, en cuanto a procesador, de un CPC es inferior al de un ZX Spectrum que posee un Z80 a 3,5 MHz.
- 64 Kbytes de RAM
- 48 Kbytes de ROM
- Teclado profesional de 70 teclas con keypad numérico y teclas para el cursor
- Monitor en color o fósforo verde (según modelo). La fuente de alimentación para todo el sistema reside en este monitor.
- Controlador de vídeo Amstrad Gate-Array 40010 y controlador de gráficos 6845 CRTC
- Modos de texto:
  - 20x25 caracteres
  - 40x25 caracteres
  - 80x25 caracteres
- Modos gráficos:
  - Modo 0: 160x200 en 16 colores
  - Modo 1: 320x200 en 4 colores
  - Modo 2: 640x200 en 2 colores
- Paleta de 27 colores
- Chip de sonido General Instrument AY-3-8912, con 3 canales de sonido y un canal de ruido blanco.
- Unidad de disquete de 3 pulgadas integrada.
- Zócalo de expansión.
- Zócalo para conectar una segunda unidad de disquete.
- Conectores para monitor RGB, impresora Centronics, joystick y salida de audio estéreo.
- Lenguaje Locomotive BASIC versión 1.1 incluido en ROM.
- Sistema operativo CP/M 2.2 y lenguaje Logo suministrado de serie con el ordenador.

## Historia
Tras el éxito cosechado por el modelo CPC 464, Amstrad decide lanzar en 1985 el CPC664 con un teclado mejorado y prácticamente las mismas características técnicas de su antecesor, pero sustituyendo la pletina de casete por una disquetera de 3 pulgadas, incrementando la ROM, e incorporando el sistema operativo de disco de Amstrad: ADOS, que mapeaba las direcciones de memoria de las cintas en la unidad de disco permitiendo que los mismos programas funcionaran sin cambios.
```
Estas mejoras permitían que la máquina pudiera estar orientada también a usos más profesionales y no sólo a videojuegos.
```

La vida comercial de este modelo fue breve, ya que pocos meses más tarde sería reemplazado por el CPC6128, que con sus 128 KBytes de RAM (el doble) permitía correr el sistema operativo CP/M Plus y multitud de software para este sistema que requería este incremento de memoria.